# Lukas Rieger
Lukas Rieger (Lehrte, 3 giugno 1999) è un cantante tedesco.

## Biografia
Lukas Rieger ha trascorso l'infanzia a Hannover con i genitori e una sorella più piccola di nome Marie. Ha frequentato il ginnasio a Burgdorf, dove ha preso parte a corsi musicali. Nel 2014 ha preso parte all'edizione tedesca del talent show The Voice Kids, portando Can't Hold Us di Macklemore, Ryan Lewis e Ray Dalton all'esibizione. È stato inserito nel team di Lena Meyer-Landrut, ma è stato eliminato durante i duelli. Successivamente, ha continuato a pubblicare cover su YouTube, creandosi un nutrito seguito sui social media, in particolare Instagram e musical.ly.
Il 20 maggio 2016 ha pubblicato il primo singolo, Elevate, per conto della Jetpack Music. Il suo album di debutto, intitolato Compass, è uscito il 30 settembre 2016 e contiene brani esclusivamente in lingua inglese. Il disco ha raggiunto il quarto posto nella classifica tedesca, l'undicesimo in Austria e il quarantottesimo in Svizzera. Il secondo album, uscito il 16 febbraio 2018, s'intitola Code e ha portato Lukas a esibirsi in diversi paesi europei, tra cui Germania, Francia, Polonia.
Ha prestato la sua voce al personaggio Adam del film Bigfoot Junior, uscito nelle sale dei cinema ad agosto 2017. Il 9 ottobre 2017 ha pubblicato un libro autobiografico, Der Lukas Rieger Code, scritto in collaborazione con Josip Radović.
Lukas Rieger viene spesso definito dai media il Justin Bieber tedesco. Egli stesso definisce il cantante uno dei suoi idoli, avendo pubblicato cover delle sue canzoni Take You e 2U.

## Discografia

### Album
- 2016 - Compass
- 2018 - Code
- 2019 - Justice

### Singoli
- 2014 - Be My Baby
- 2015 - Ready 4 This Shit
- 2015 - Lightspeed Lovers
- 2016 - Elevate
- 2016 - Let Me Know
- 2017 - Side by Side
- 2017 - Slomo
- 2018 - Treasure
- 2018 - Never Be This Young